# Temnora scitula
Temnora scitula là một loài bướm đêm thuộc họ Sphingidae. Loài này có ở forests từ Gambia tới Congo, Angola và Uganda.
Chiều dài cánh trước khoảng 19–23 mm. 